# طاق كسرى: من عجائب الهندسة المعمارية
في عام 2018 انتج بيجمان أكبرزاده (بالفارسية: پژمان اکبرزاده)، الإيراني الأصل المقيم في هولندا، أول فيلم وثائقي عن إيوان المدائن أو طاق كسرى. وعرض الفلم في شهر شباط/فبراير 2018 في مبنى مركز الدراسات الشرقية والأفريقية، وهو مركز تابع لجامعة لندن.
وخلال رحلتين خطيرتين إلى العراق، تعرض فيها لحوادث عدة، قام بتصوير القوس، كما أجرى مقابلات مع باحثين متعمقين حول تاريخ وهندسة القوس من اسيا وأوروبا وأمريكا الشمالية.
فيلم ایوان کسری یعرض ایضا التأثير الكبير لحروب القرن العشرين والسياسات الأيديولوجية على هذا المبنى القديم.
بعد العرض الأول في لندن تم عرض الفيلم في العديد من المتاحف والمؤتمرات الدولية في جميع أنحاء العالم، منها مجموعة متاحف سميث سميثسونيان، متحف الآثار والأنثروبولوجيا في جامعة بنسيلفانيا و جامعة كاليفورنيا في إيرفين.

## وصلات خارجية
- طاق كسرى: من عجائب الهندسة المعمارية على موقع IMDb (الإنجليزية)

- طاق كسرى: من عجائب الهندسة المعمارية (عرض مختصر لفيلم)